# Боатка
Боатка (рум. Boatca) — село у повіті Ясси в Румунії. Входить до складу комуни Дагица.
Село розташоване на відстані 292 км на північ від Бухареста, 36 км на південний захід від Ясс.

## Населення
За даними перепису населення 2002 року у селі проживали 302 особи, усі — румуни. Усі жителі села рідною мовою назвали румунську.